# Muerte

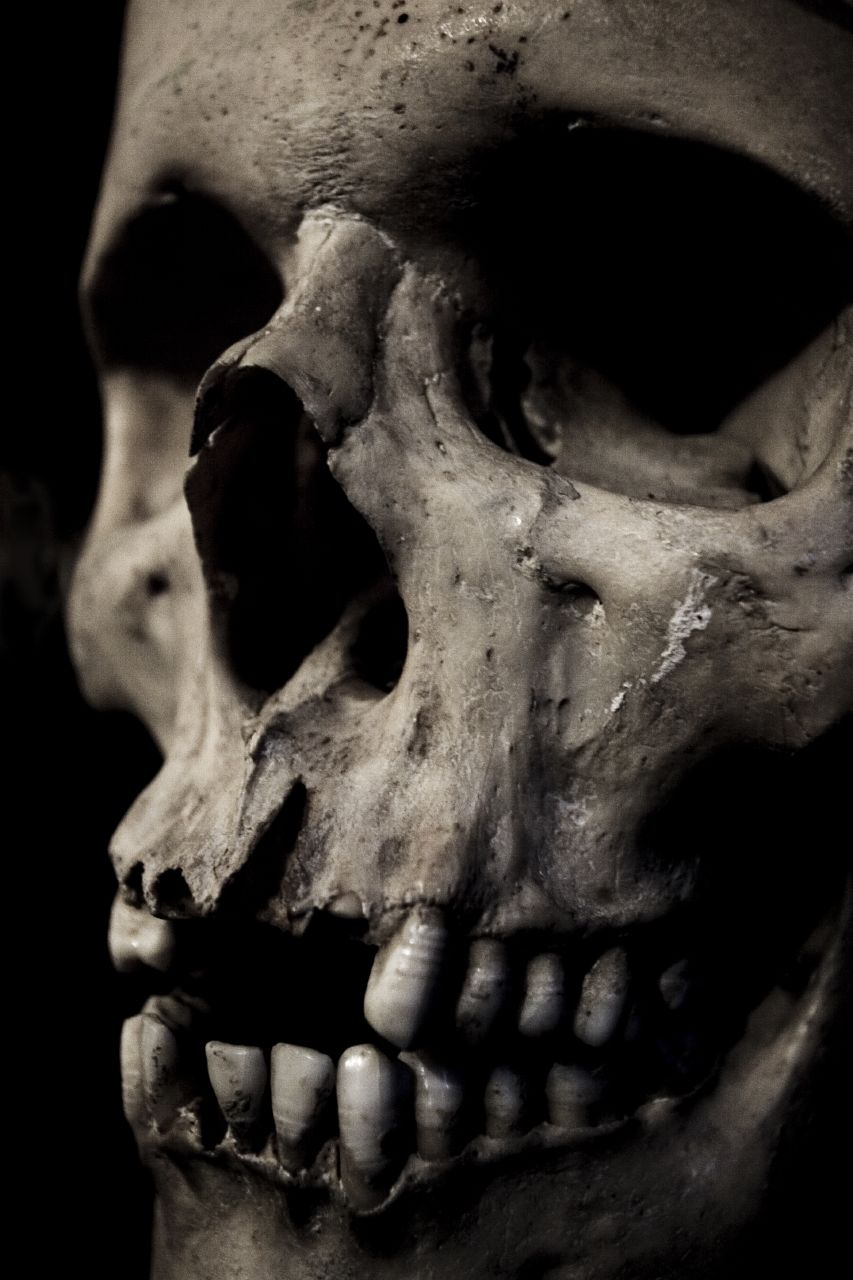
El cráneo humano, ampliamente utilizado como símbolo de muerte y descomposición.

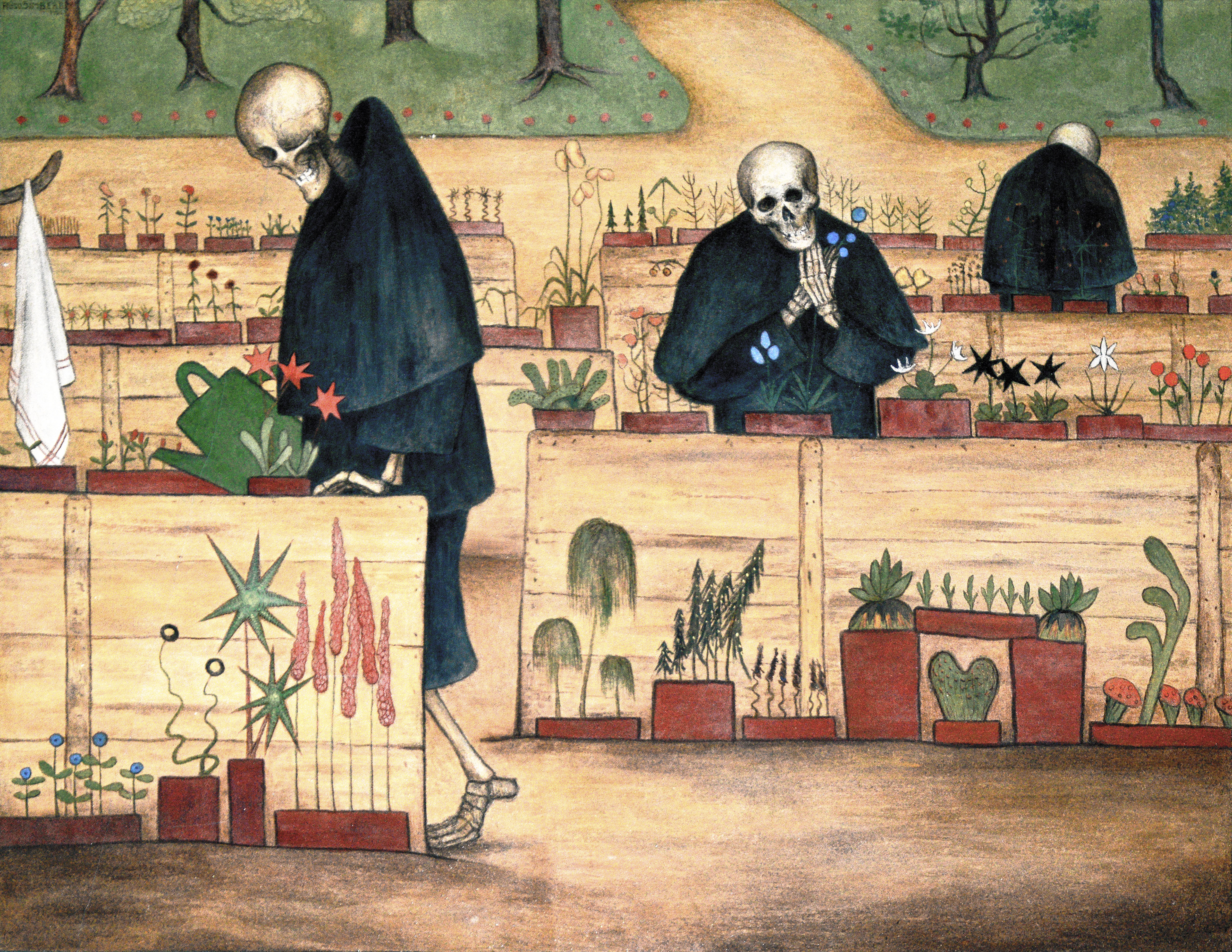
La muerte cuidando de sus flores en El jardín de la muerte de Hugo Simberg (1906).

La muerte (a veces referida por los eufemismos deceso, defunción, expiración, fallecimiento u óbito, entre otros) es el fin de la vida. Es un suceso irreversible que resulta del cese de la homeostasis en un ser vivo, es decir, de su incapacidad de utilizar energía para mantener al organismo vivo, con lo cual las funciones vitales llegan a su término. La causa de muerte puede ser natural (envejecimiento, enfermedad, depredación, desastre natural) o inducida (suicidio, homicidio-asesinato, eutanasia, accidente, pena de muerte, desastre medioambiental, etc). 
Tras la muerte, el cadáver puede tener diferentes destinos, pero en su estado natural pasa por varios procesos conocidos en su conjunto como fenómenos cadavéricos tales como la descomposición y la fosilización. Las personas además pueden llevar a cabo el entierro, la momificación, la cremación o la criogenización del cuerpo sin vida.
El proceso de fallecimiento, si bien está totalmente definido en algunas de sus fases desde un punto de vista fisiológico, bioquímico y médico, aún no es del todo comprendido en su conjunto desde el punto de vista termodinámico y neurológico, por lo que existen discrepancias científicas al respecto.
La muerte no solo marca el fin de la vida de la persona humana sino también el fin de su existencia como sujeto de derecho.

## Muerte en biología y medicina

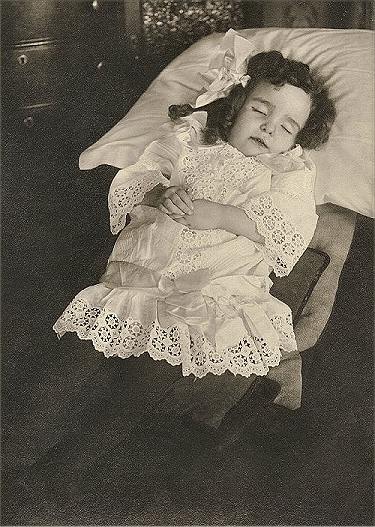
Fotografía post mortem de un niña muerta simulando estar dormida en 1870.

La ciencia médica define la muerte como el «cese irreversible de las funciones cardiorrespiratorias o de todas las funciones del encéfalo». Para la biología, es un suceso resultante de la incapacidad orgánica de sostener la homeostasis. Dada la degradación del ácido desoxirribonucleico (ADN) contenido en los núcleos celulares, la replicación de las células se hace cada vez más costosa hasta que se produce el desenlace fatal.

### Evolución de las estimaciones del estado de muerte
En el siglo XX, la muerte se definía como el cese de la actividad cardíaca (ausencia de pulso), ausencia de reflejos y de la respiración visible. No obstante, con base en estas evidencias insuficientes muchas personas fueron inhumadas estando en estado de vida latente o afectadas por periodos de catalepsia.
Posteriormente, gracias a los avances tecnológicos y al mejor conocimiento de la actividad del cerebro, la muerte pasó a definirse como la ausencia de actividad bioeléctrica en el cerebro, verificable con un electroencefalograma. Más tarde aun esta evidencia resultó ser insuficiente, al demostrarse que el fenómeno de ausencia de actividad bioeléctrica en algunos casos muy excepcionales podía ser reversible, como en el caso de los ahogados y dados por fallecidos en aguas al borde del punto de congelación.

### Medicina forense
Históricamente, los intentos por definir el momento preciso de la muerte han sido problemáticos. Antiguamente se definía la muerte como el momento en que cesan los latidos del corazón y la respiración, pero el desarrollo de la ciencia ha permitido establecer que realmente la muerte es un proceso, el cual en un determinado momento se torna irreversible. Hoy en día, cuando es precisa una definición del momento de la muerte, se considera que este corresponde al momento en que se produce la irreversibilidad de este proceso. Existen en medicina protocolos clínicos que permiten establecer con certeza el momento de la muerte, es decir, que se ha cumplido una condición suficiente y necesaria para la irreversibilidad del proceso de muerte.

## Tipos de muerte
Si bien la muerte puede ser causada de manera natural o inducida, se pueden distinguir los siguientes tipos de muerte sin atender a la naturaleza de su causa sino a otros criterios de clasificación que consideran diversos aspectos:

### Muerte súbita
La muerte súbita o muerte instantánea sobreviene de manera abrupta con la invalidación instantánea de uno o más órganos esenciales para el sustento de la vida, un fulminante derrame cerebral, un síncope cardíaco agudo o por medio de un suceso violento abrupto (onda expansiva de una explosión) o un accidente con mucha energía desarrollada.

#### Muerte súbita cardíaca
La muerte súbita cardíaca es una forma de muerte natural debida a causas cardíacas, muchas veces a causa de una enfermedad de las arterias coronarias inesperada en el tiempo y en su forma de presentación, que viene precedida por la pérdida brusca de conciencia dentro de, como máximo, la hora que sigue al inicio de los síntomas, en un individuo con una cardiopatía de base conocida o desconocida. Se han propuesto otros límites de tiempo de 2, 6 y 24 horas para circunstancias específicas como la muerte sin testigos. Hay que tener en cuenta que la muerte súbita cardíaca puede recuperarse mediante

#### Muerte súbita del lactante
El síndrome de muerte súbita del lactante (SMSL) se define como la muerte repentina e inesperada de un niño menor de un año aparentemente sano.
También se le conoce como «síndrome de muerte súbita infantil», «muerte en cuna» o «muerte blanca».
Generalmente se encuentra muerto al bebé después de haberlo puesto a dormir, no mostrando signos de haber sufrido.
Se considera SMSL si, después de una investigación postmortem, la muerte permanece inexplicada.

### Muerte encefálica

#### Muerte cerebral
La muerte cerebral es una forma irreversible de la pérdida de conciencia que se caracteriza por una desaparición completa de la función cerebral, con mantenimiento de la contracción cardiaca. Gracias al avance tecnológico de la medicina, hoy es posible mantener una actividad cardíaca y ventiladora artificial en cuidados intensivos en una persona cuyo corazón ha dejado de latir y que no es capaz de respirar por sí misma, por lo cual esto demuestra que no ha fallecido. El protocolo utilizado para el diagnóstico de la muerte en este caso es diferente y debe ser aplicado por especialistas en ciencias neurológicas, y se habla entonces de "muerte cerebral" o "muerte encefálica". En el pasado, algunos consideraban que era suficiente con el cese de actividad eléctrica en la corteza cerebral (lo que implica el fin de la conciencia) para determinar la muerte encefálica, es decir, el cese definitivo de la conciencia equivaldría a estar muerto, pero hoy se considera, en casi todo el mundo, difunta a una persona (incluso si permanece con actividad cardiaca y ventiladora gracias al soporte artificial en una unidad de cuidados intensivos), tras el cese irreversible de la actividad vital de todo el cerebro, incluido el tallo cerebral (la estructura más baja del encéfalo, encargada de la gran mayoría de las funciones vitales), comprobada mediante protocolos clínicos neurológicos bien definidos y respaldada por pruebas especializadas.
El criterio de muerte cerebral o encefálica puede ser considerado un método válido de determinación del hecho de la muerte, aunque no cien por cien acertado. Un electroencefalograma, que es la prueba más utilizada para determinar la actividad eléctrica cerebral, puede no detectar algunas señales eléctricas cerebrales muy débiles o pueden aparecer en él señales producidas fuera del cerebro y ser interpretadas erróneamente como cerebrales. Debido a esto, se han desarrollado otras pruebas más confiables y específicas para evaluar la vitalidad cerebral, como la tomografía por emisión de fotón único (SPECT cerebral), la panangiografía cerebral y el ultrasonido transcraneal.

### Muerte perinatal
La mortalidad perinatal o muerte perinatal se refiere a la muerte del feto o recién nacido dentro del periodo perinatal, es decir, desde las 28 semanas de embarazo hasta la primera semana de vida —7 días—.

### Muerte civil
La muerte civil (en latín: civiliter mortuus) consiste, en general, en la pérdida de los derechos civiles de un individuo, aun cuando no se ha producido la muerte biológica de este. Supone la pérdida para una persona de su personalidad jurídica, que conlleva la privación general de sus derechos. La persona deja de ser considerada viva a efectos jurídicos, aun mucho antes de su muerte real. Es considerada una ficción jurídica.
La muerte civil puede ser aplicada como una pena accesoria a personas condenadas a prisión perpetua o que vayan a ser objeto de la pena de muerte. También ha sido aplicada a las personas que ingresan al clero, consagrándose a la vida religiosa.

### Muerte fingida
Una muerte fingida, también llamada pseudocidio, es un  caso en el que un individuo deja pruebas que sugieren que está muerto para engañar a otros. Esto puede hacerse por una variedad de razones, como cobrar de forma fraudulenta el dinero del seguro o evitar ser apresado por las autoridades policiales por cualquier otro crimen.
Las personas que fingen su propia muerte suelen hacerlo simulando ahogamientos, porque proporciona una razón plausible para la ausencia de un cuerpo. Según una teoría, a veces acreditada a un estudio anónimo, hasta un cuarto de los suicidios que se realizan desde el Puente Golden Gate de San Francisco, en el que no se ha encontrado ningún cuerpo, pueden haber sido fingidos.[cita requerida]

## Principales causas de muerte

Todo es Vanidad (1892) de Charles Allan Gilbert. Una mujer se acicala frente a un espejo formando a su vez la imagen de una calavera. Representación gráfica de la locución latina Memento mori (recuerda que morirás) y que expresa la idea de lo corta que es la vida.

En la actualidad, la principal causa de muerte a nivel mundial es por mucho el envejecimiento y todas las enfermedades crónicas y degenerativas asociadas, caracterizadas por el deterioro progresivo de varios órganos y sistemas del cuerpo. Algunas afecciones características de esta etapa de la vida son el Alzheimer, el Párkinson, las demencias y las diferentes disfunciones orgánicas que se van presentando a medida que el desgaste físico del cuerpo avanza, haciendo cada vez más evidente la incapacidad del cuerpo para mantener sus funciones normales.
En los países desarrollados, las causas que ocasionan más muertes son las enfermedades cardiovasculares como la hipertensión y los infartos producto de la obesidad y el sedentarismo, los accidentes cerebrovasculares que también son producto de lo anterior, varios tipos de cáncer como el de mama que puede desarrollarse por la exposición a cancerígenos, el de piel mayormente por la exposición a los rayos UV del sol y el de pulmón, las enfermedades del aparato respiratorio como la neumonía o la enfermedad pulmonar obstructiva crónica, estas tres causadas principalmente por el tabaquismo, la diabetes mellitus que se debe en gran medida a la inactividad física y los malos hábitos alimenticios, el VIH/SIDA consecuencia sobre todo de la falta de protección durante las relaciones sexuales, las nefropatías como la insuficiencia renal, las hepatopatías como la cirrosis hepática y los accidentes de tráfico, estos últimos ocasionados en su mayoría por el alcoholismo. Muchas de estas condiciones tienen un importante factor de predisposición genética, si bien el ambiente también juega un papel crucial en el desarrollo de estos padecimientos determinando finalmente su aparición.
En los países subdesarrollados además de las anteriores, los principales causantes de decesos también incluyen las enfermedades infecciosas como la tuberculosis, la disentería y las diarreas  como las ocasionadas por los parásitos intestinales y el cólera, la mortalidad neonatal, la desnutrición provocada por la hambruna y por último los homicidios. A su vez la mayoría de estas causas tienen su origen en la falta de higiene y la pobreza que desencadenan así mismo la falta de acceso a los servicios básicos de salud, situación que empeora la situación de las personas que viven en estas circunstancias.
Asimismo, existen también sucesos catastróficos que pueden producir la muerte masiva de una población o una gran parte de ella en un período corto de tiempo tales como los genocidios, las guerras, las pandemias, los atentados terroristas, asesinatos masivos, suicidios colectivos, desastres naturales o medioambientales, entre otros.
Otras causas de muertes algo menos comunes pero de igual manera con una relativa alta incidencia pueden incluir accidentes, intoxicaciones, envenenamientos, sobredosis, contaminación, depredación, mordeduras de animales, balas perdidas, etc.

## La muerte como contraste
Opuesto al nacimiento, la muerte es la culminación de la vida de un organismo vivo. Sinónimos del sustantivo muerte son deceso, defunción, expiración, fallecimiento, fenecimiento, finamiento, óbito o perecimiento); la palabra occiso, empleada tanto como sustantivo como con valor adjetivo, se aplica cuando la persona fallece violentamente.
Se suele decir que una de las características clave de la muerte es que es definitiva, y en efecto, los científicos no han sido capaces hasta ahora de presenciar la recomposición del proceso homeostático desde un punto termodinámicamente recuperable.[cita requerida]
El período transitorio entre la vida y la muerte que aparece en la fase final de muchas enfermedades se conoce como agonía.

## Consecuencias psicológicas, muerte humana

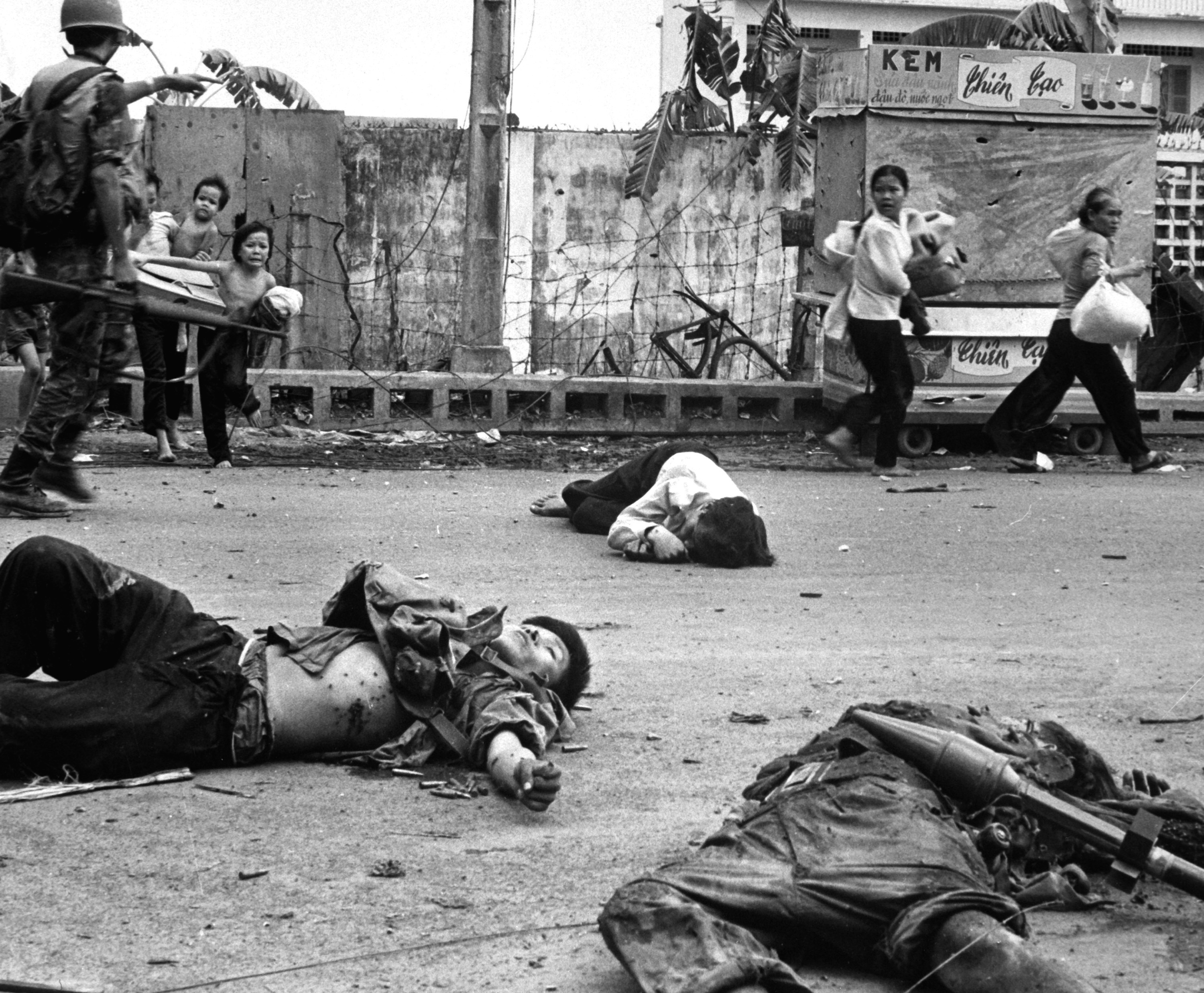
Guerrilleros del Viet Cong 1968 muertos en combate.

### Definiciones y significados emotivos
El tipo de muerte más importante para el ser humano es sin duda la muerte humana, sobre todo la muerte de seres queridos. Conocer con certeza el instante de una muerte sirve, entre otras cosas, para asegurar que el testamento del difunto será únicamente aplicado tras su muerte y, en general, conocer cuándo se debe actuar bajo las condiciones establecidas ante una persona difunta.
Existe la muerte psicológica, donde la persona es consciente de que va a morir. En este sentido, la persona es capaz de percibirlo. Esta muerte psicológica causa con frecuencia ansiedad y depresión en las personas. La muerte psicológica aceptada permite que la persona pueda adaptarse, con los recursos que le quedan, a su entorno.

## El deseo y la capacidad de morir
Algunas personas, en momentos determinados de su vida, experimentan el sentimiento autodestructivo de terminar su existencia. El acto para conseguirlo es lo que llamamos suicidio.
Lo contrario es el deseo de vivir, el cual no contaría al instinto de supervivencia, ya que este nos impulsa a esquivar la muerte. Por ejemplo, si un suicida que salta al vacío intenta inconscientemente agarrarse a algo para no morir, es por el instinto de supervivencia.[cita requerida]

## El miedo a la muerte
El miedo a la muerte o tanatofobia se debe a dos hechos que ocurren dentro de nuestro inconsciente: 
- En primer lugar, la muerte nunca es posible con respecto a nosotros mismos; es decir, la causa de la muerte es externa, en este sentido, se le atribuye un carácter maligno; la muerte es mala y se encuentra en el ambiente, no en nosotros mismos. Siguiendo esto, para nuestro inconsciente es inconcebible morir por alguna causa natural o vejez.
- En segundo lugar, la persona no es capaz de distinguir entre un deseo y la realización de este (un hecho); esto justifica la muerte sobre la base de la culpa, donde el deseo y la realidad generan un conflicto. Así, la persona se considera responsable de la muerte del otro en el sentido de que el deseo de matarlo y el hecho de la muerte genera culpabilidad.

Asimismo, el proceso del dolor siempre lleva consigo ciertas dosis de ira. En este sentido, se depositan en la persona muerta dos sentimientos diferenciados: el amor que se tiene y ha tenido por esta a lo largo de su vida, y el odio generado por la sensación de abandono que genera la pérdida de este ser querido. El miedo a la muerte surge como una negación hacia la existencia de esta. Otro aspecto que pudiese alimentar el miedo a la muerte es el desconocimiento, entre los vivos, y la incertidumbre, sobre si el espíritu tendrá vida después de la muerte física o no, y como sería tal vida.
El punto de vista de la persona atea es diferente. Así, en palabras del filósofo y físico Mario Bunge: 

La muerte no es un misterio para quien sepa algo de biología. La muerte no asusta a un ateo, porque sabe que nada podrá ocurrirle después de muerto. Lo único que podrá asustarle es una muerte lenta y dolorosa, pero la muerte asistida nos libera de este temor.
Mario Bunge

## La muerte en la sociedad humana

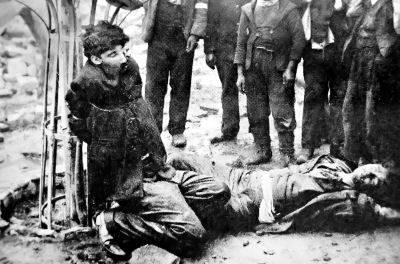
Saqueadores fusilados luego del Terremoto de 1906 en Valparaíso, Chile.

La concepción de la muerte como fin o como tránsito, su creencia en una vida después de la muerte, en el Juicio Final, actúan como condicionantes para la actuación de los individuos en un sentido u otro. La idea de inmortalidad y la creencia en el Más allá aparecen de una forma u otra en prácticamente todas las sociedades y momentos históricos; estando representada ya sea como su concepto más abtracto, o representada como la muerte personificada (como una deidad de la muerte u otro ser sobrenatural). Usualmente se deja al arbitrio de los individuos, en el marco de los conceptos dados por su sociedad, la decisión de creer o no creer y en qué creer exactamente. La esperanza de vida en el entorno social determina la presencia de la muerte en la vida de los individuos, y su relación con ella. Su presencia en el arte es constante, siendo uno de los elementos dramáticos a los que más se recurre tanto en el teatro, como en el cine o en novelas y relatos.

Mas lo característico de la experiencia humana de la muerte es que en todos los casos desemboca no sólo en la comprensión del hecho de que hay muertes, sino del hecho de que la muerte es algo indisolublemente ligado a la existencia. La experiencia de la muerte, en sus diversas formas, conduce a la convicción del «tener que morir».
José Ferrater Mora, Diccionario de la filosofía.

### Vida después de la muerte
La vida después de la muerte es la creencia de que la parte esencial de la identidad o el flujo de consciencia de un ser vivo continúa después de la muerte del cuerpo físico.
Según diversas ideas sobre esta vida, la esencia del que vive después de la muerte puede ser el de algún elemento parcial o la supervivencia del alma, espíritu o consciencia que lleva consigo y puede conferirle una identidad personal. No obstante, la posición científica mayoritaria es que no hay pruebas de la existencia de la vida después de la muerte. También, la creencia en una vida después de la muerte contrasta con la creencia en el olvido después de la muerte o no-existencia.
Muchos antropólogos, como William Rendu del Centro de Investigación Internacional en Humanidades y Ciencias Sociales (CIRHUS) en Nueva York, creen que los entierros delicados de los Neandertales son evidencia de su creencia en la vida después de la muerte.

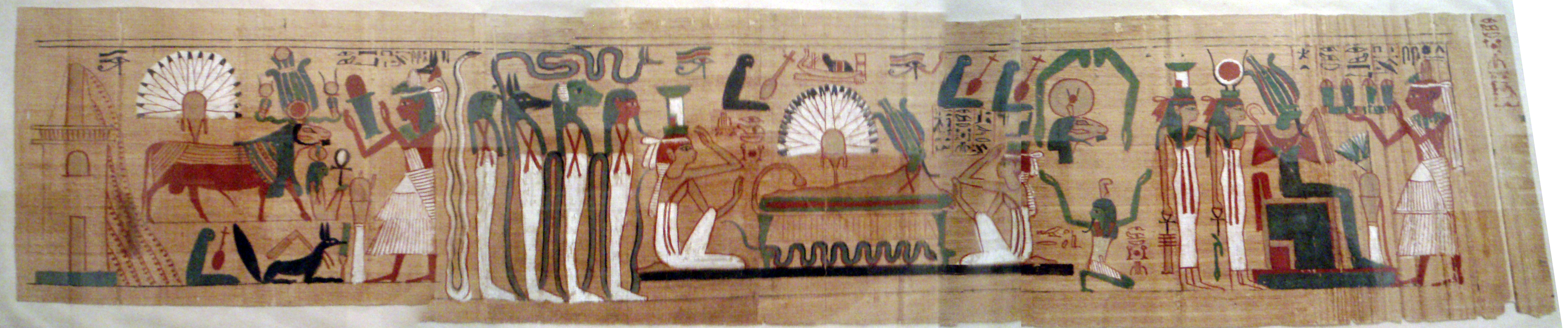
Papiro egipcio que describe el viaje después de la muerte. Guía de la vida después de la muerte para el guardián del templo de Amón. Museo Egipcio de Berlín.

### Tradiciones religiosas cristianas: el misterio de la muerte
La segunda pregunta que surge acerca de la muerte humana y tal vez la más interesante es: ¿Qué les ocurre a los seres humanos tras la muerte? Realmente, lo que se preguntan es qué ocurre con las facultades mentales de la persona que ha fallecido. Unos creen que se conservan gracias al espíritu que impelía a su mente, elevando su estado de conciencia a realidades aún mayores, otros creen en la migración del alma de un ser humano tras su muerte a un plano físicamente inalcanzable.
La religión cristiana considera la muerte como el fin de la permanencia física del ser humano en su estado carnal, el espíritu abandona el cuerpo físico que se deteriora y que es incapaz de sostenerse bajo las leyes de este universo finito, e inmediatamente vuelve a Dios (Eclesiastés 12:7). El alma, dependiendo de si conoció y reconoció a Jesucristo como su Dios y salvador (Romanos 10:9), se va a un lugar de reposo a la espera de la segunda venida de Jesucristo (1 Tesalonicenses 4:16). En ese lugar de reposo su relación con el Ser Supremo sería directa (el Paraíso), y el otro, el de los espíritus encarcelados, quienes no reconocieron a Jesús como su Señor y Salvador, deberán presentarse en el Juicio Final. Este lugar es llamado el Infierno. El Paraíso es un mundo dinámico donde se realiza una interacción con la obra de Dios y con las personas en la tierra mediante ministerio de ángeles.

##### Santos de los últimos días
Según La Iglesia de Jesucristo de los Santos de los Últimos Días (mormona), el espíritu que abandona el cuerpo es semejante en apariencia al que deja en estado carnal, pero en su forma más joven. Los conocimientos adquiridos, la apariencia física se conservan pero en un estado de perfección intangible para este mundo y más puro. Luego continuará con la resurrección universal por la gracia de Jesucristo, quien fue las primicias de la resurrección. Luego vendrá un juicio según las obras individuales de esta vida terrenal de las personas responsables. Según la religión de los Santos de los Últimos Días, la obra de Dios se resume en el siguiente versículo que muestra las palabras del Dios de Israel: "Esta es mi Obra y mi Gloria, llevar a cabo la inmortalidad y la vida eterna del hombre.” Moíses 1:39, La Perla de Gran Precio.

##### Testigos de Jehová
Para los Testigos de Jehová, los muertos se encuentran en un estado de inconsciencia absoluto comparable a un sueño profundo, por lo que cuando alguien muere simplemente deja de existir. Desde su punto de vista, los muertos no pueden pensar, ni actuar ni sentir, por lo que no creen en la existencia de un alma o espíritu que sobreviva después de la muerte en más allá, el cuerpo simplemente deja de funcionar y finalmente se transforma en polvo (Eclesiastés 9:5,6,10; Salmo 146:4). Creen que el alma puede morir, puesto que desde su perspectiva, el alma corresponde al mismo ser vivo o individuo en cuestión, y por lo tanto si la persona muere, el alma es la que muere y no sobrevive nada inmortal, algo aplicable tanto para seres humanos como para animales por igual. Así mismo, creen que el origen o razón de la muerte, es una consecuencia del pecado original de Adán y Eva, y por lo tanto esta es un defecto hereditario. Puesto que comparan la muerte a estado similar al de un sueño profundo, los testigos de Jehová aseveran que así como es posible despertar de un sueño profundo, al final de los tiempos, los muertos también "despertarán" o volverán a la vida, mediante la resurrección, y por lo tanto la muerte no es el fin después de todo.
Postulan que existen dos tipos de resurrecciones, una celestial y otra terrestre. La primera, es aplicable solo para un grupo minoritario de cristianos que se origina con los apóstoles y primeros discípulos en el siglo I y que continúa hasta nuestros días. Estos abrigan la esperanza de reinar junto con Cristo en el cielo. Son los llamados "Ungidos" por Espíritu Santo o los 144.000, mencionados en el libro de Apocalipsis y que según ellos, al fallecer, estuvieron en estado de inconsciencia y desde 1914 en adelante han comenzado a resucitar en un cuerpo espiritual en cielo, similar al de los ángeles, con el propósito de ser reyes y sacerdotes y gobernar con Jesucristo “sobre la tierra” en el  futuro reinado Milenario luego del Armagedón. Esta sería la llamada "primera resurrección" que se menciona en la Biblia.
El segundo caso, correspondería a la resurrección terrestre del resto de seres humanos que han muerto a lo largo de la historia, lo que incluye a justos e injustos, es decir, aquellos que sirvieron a Dios en vida y las personas que nunca tuvieron la oportunidad de conocer y obedecer las normas de Dios. Esta tendría luego del Armagedón, durante el Reinado de mil años de Jesucristo, período en el que ellos plantean que la tierra se convertirá en un paraíso o jardín similar al Edén, pero a nivel global. En dicho paraíso, la muerte dejaría de existir y por tanto, se la vencería como el último enemigo y sería reducida a nada. Según su doctrina, los muertos, volverán a la vida en cuerpos de carne y hueso. Sin embargo, no necesariamente serán físicamente una copia exacta de su cuerpo anterior, puesto que este ha desaparecido producto de la descomposición, pero sí lo suficientemente similar como para que sean reconocidos por sus familiares y amigos, lo que significa que mantendrían su identidad personal y los recuerdos que tuvieron hasta el momento de su muerte. Finalmente, desde su perspectiva, la resurrección no es lo mismo que la reencarnación (en la cual no creen) y no deben confundirse. Tampoco son compatibles, puesto que esta última no permitiría la resurrección, ya que nadie estaría realmente muerto, sino más bien en un estado de transición continuo entre vida y muerte, mientras que la resurrección implica volver a vivir para no morir jamás.

## Muerte en enfermos terminales
Existen cinco fases por las que pudiesen pasar los enfermos terminales (es decir, el aquejado por un mal incurable, cuyo desenlace fatal ocurrirá dentro unos pocos años o incluso meses):
1. Negación: el enfermo no asume la realidad que aparece ante sus ojos.
2. Ira: ya se ha interiorizado la condición irreversible, pero se responde a ella con un estado de cólera, envidia y resentimiento.
3. Negociación: la persona busca llegar a un pacto con la muerte, aspirando a prolongar el tiempo de vida a cambio de algo.
4. Depresión: el individuo comienza a perder interés por su entorno.
5. Aceptación: la persona enferma asume su condición y se predispone a morir.[48]

## Muerte en el arte
La mayor parte de los escultores cristianos representan la muerte en la figura de un esqueleto empuñando una guadaña y, algunas veces, también un reloj de arena o armas.
Los etruscos la pintaban con el rostro horrible o bajo una cabeza de Gorgona erizada de serpientes o en figura de lobo rabioso. La más común de las alegorías de esta divinidad entre los romanos fue un genio triste e inmóvil con una antorcha apagada y vuelta del revés.
Los helenos le daban un aspecto mucho menos lúgubre, según el emblema que se encuentra en algunas cornalinas: es un pie alado cerca de un caduceo y encima una mariposa que emprende el vuelo. El pie alado es indicio del que ya no existe y va a seguir a través del espacio a Mercurio y su caduceo; la mariposa es imagen del alma que sube al cielo.
En la Grecia clásica, uno de los temas principales de la obra Fedro de Platón es la muerte. Una importante investigación realizada por el historiador italiano Giordano Berti sobre el cráneo en el arte occidental se publicó en la revista Terzo Occhio.

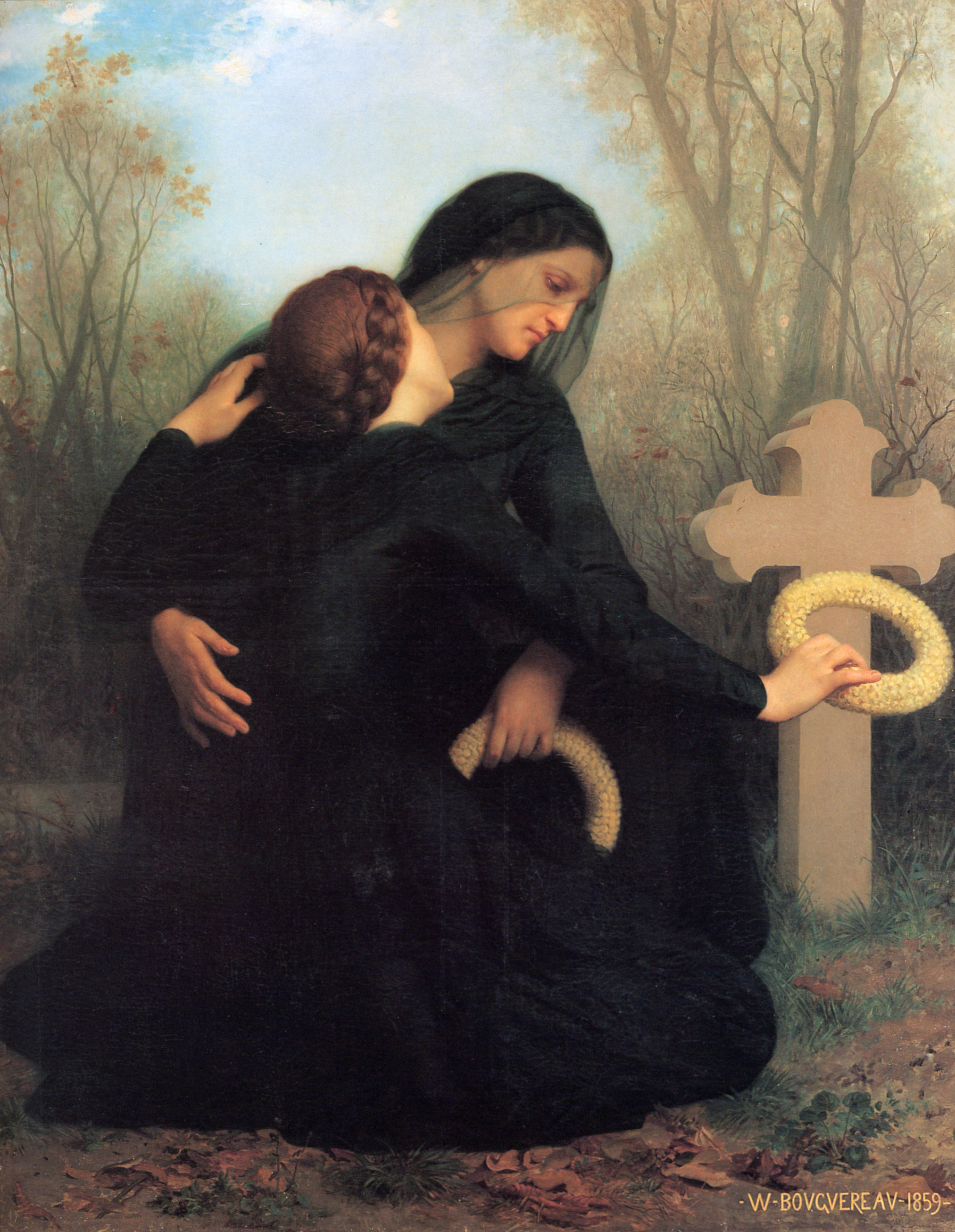
El día de la Muerte, de William-Adolphe Bouguereau (1825-1905).
Azrael, el ángel de la muerte, de Evelyn De Morgan (1855-1919).
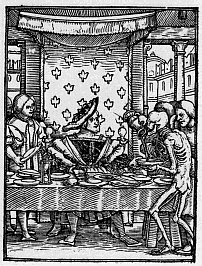
Danza de la Muerte, texto que señala lo que se cree que se representó y se bailó en el siglo XIV.
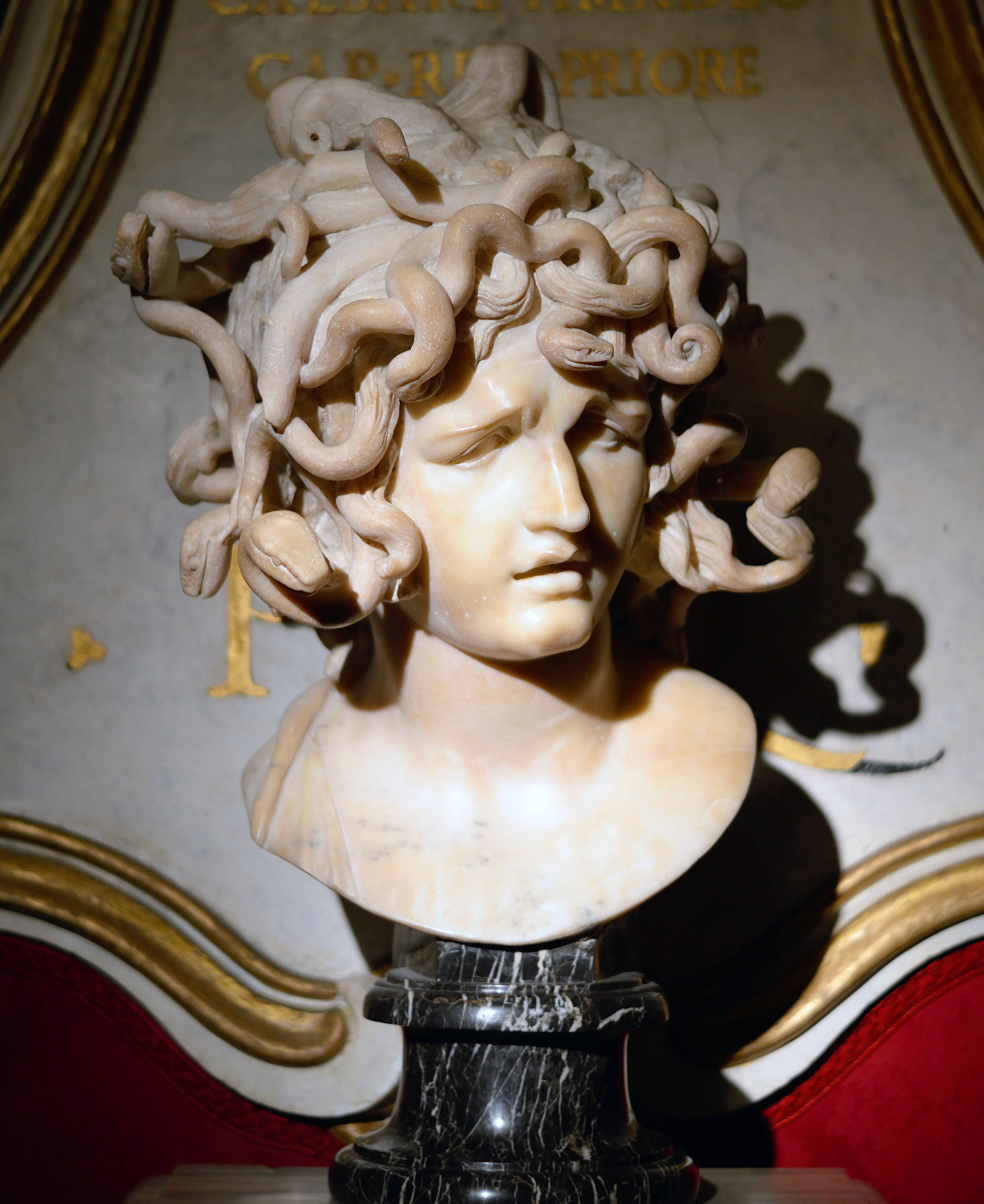
Representación de una Gorgona, con serpientes en la cabeza (Bernini).
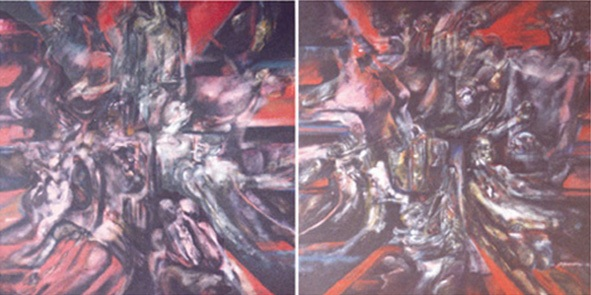
Muerte sin fin, del artista mexicano Mauricio García Vega.
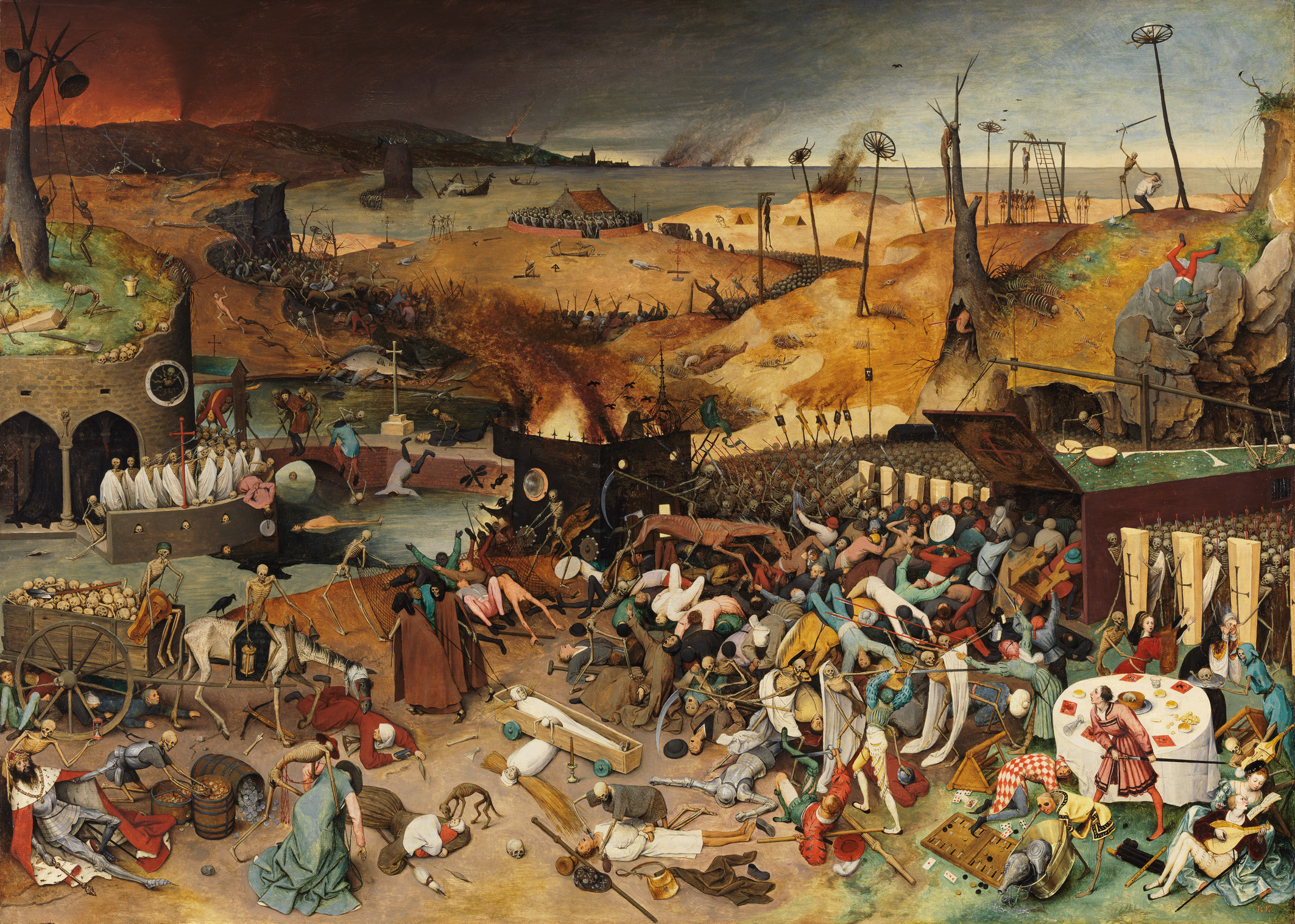
El triunfo de la Muerte (1562), de Pieter Brueghel el Viejo.